# Gołka

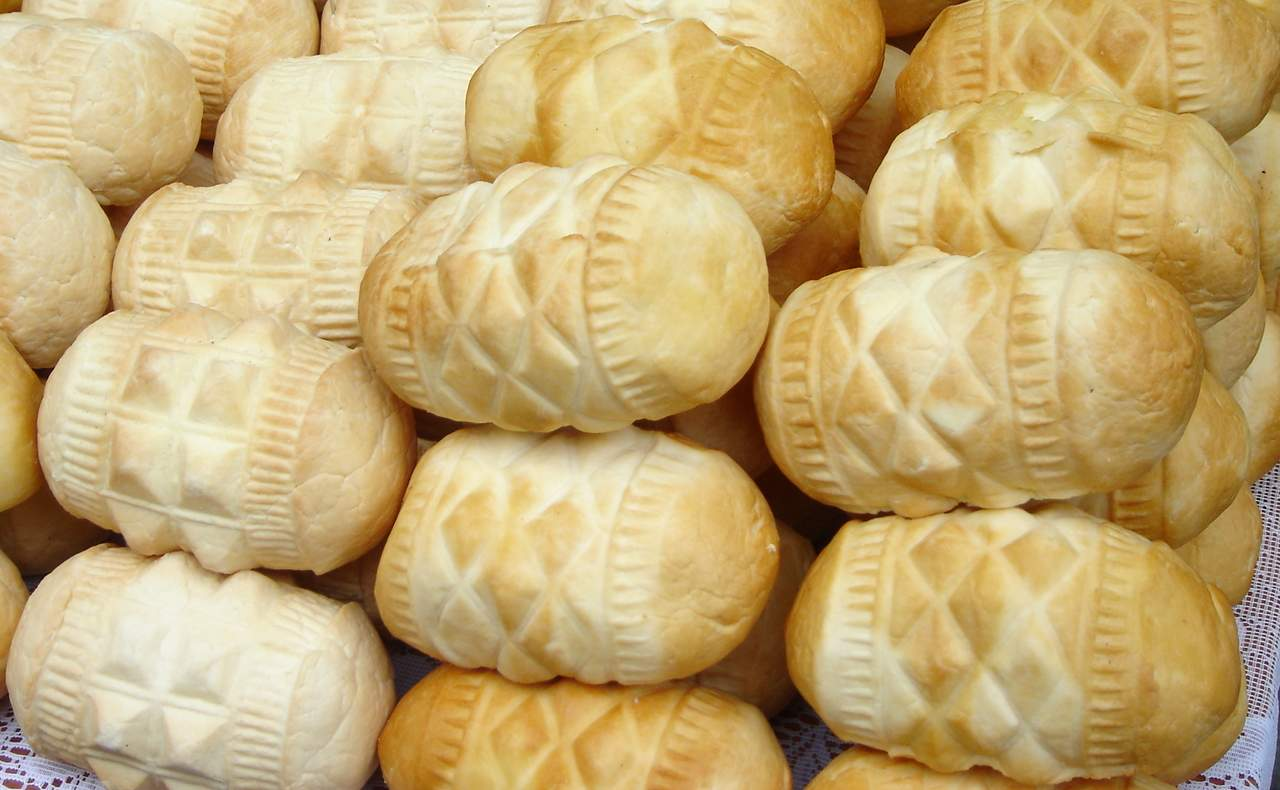
Gołka

Gołka ist eine traditionelle Bezeichnung für geräucherten Kuhmilchkäse, der ähnlich wie Oscypek hergestellt wird (der jedoch hauptsächlich aus Schafsmilch hergestellt wird und nur zwischen Mai und Oktober erhältlich ist). 
Der Gołka wird manchmal mit dem Oscypek verwechselt, da er eine ähnliche Form hat (der Oscypek ist spindelförmig, der Gołka zylindrisch), aber die beiden Käsesorten haben einen deutlich unterschiedlichen Geschmack.